# ルイ・ド・リュクサンブール (1986-)
ルイ・グザヴィエ・マリー・ギヨーム・ド・ナッソー（仏語：Louis Xavier Marie Guillaume de Nassau, 1986年8月3日 - ）は、ルクセンブルクのアンリ大公とキューバ生まれの妻マリア・テレサ大公妃の三男。ルクセンブルク大公子およびナッサウ公子の称号を持つ。アンリ大公夫妻の子供の中で、最初に結婚をした人物である。

## 経歴
ルイは大公夫妻の5人の子供たちのうちの3番目で、兄に大公世子のギヨーム大公子とフェリックス大公子が、弟妹にアレクサンドラ大公女とセバスティアン大公子がいる。ルイはインターナショナル・スクール・オブ・ラクセンバーグ（International School of Luxembourg）、スイスの寄宿学校ボー・ソレイユ校（Collège Alpin International Beau Soleil）などで学んだ。
ルイはユーゴスラビアに駐留するルクセンブルク軍を慰問した際、軍の女性兵士だったテシー・アントニー（Tessy Antony, 1985年 - ）と知り合い、交際するようになった。二人の間には2006年3月にガブリエルという男の子が生まれ、その半年後の9月26日にルイとテシーは結婚式を挙げた。
この結婚は長男の出生ができちゃった結婚によるものだったこと、ルイが父親になったときまだ19歳だったことなど、様々なことが問題視されていた。このため結婚にあたり、ルイとその子孫はルクセンブルク大公位の継承権を放棄することが取り決めされた。またルイはルクセンブルク大公家の一員としての生得の称号や敬称を保持できるが、テシーと息子ガブリエルは「ド・ナッソー（de Nassau）」の姓を許されるのみであった。2007年9月21日、ルイとテシーには次男ノアが誕生した。
ルクセンブルクの建国記念日であった2009年の6月23日、アンリ大公は嫁のテシーに「ルクセンブルク大公女」の称号と夫と同格の「王家の殿下（Royal Highness）」相当の敬称を与え、またルイとテシーの二人の息子たちに「ナッサウ公子」の称号および両親と同格の「王家の殿下」の敬称を与えた。ルイとテシーの間に将来生まれてくる子供も、すでに生まれた息子たちと同様の待遇を受けるとされた。一家はアメリカ合衆国フロリダ州に住んでいたが、現在はロンドンで生活している。
2017年1月18日、ルクセンブルク大公家はルイとテシーが離婚したことを公式に発表した。